# Ik ben geen robot
Ik ben geen robot is een Nederlandse korte sciencefictionfilm uit 2023, geschreven en geregisseerd door Victoria Warmerdam. De film volgt Lara, die na een reeks mislukte captcha-tests in een vreemde nieuwe realiteit terechtkomt. 

## Rolverdeling
- Ellen Parren als Lara
- Henry van Loon als Daniël
- Thekla Reuten als Pam
- Juliette van Ardenne als collega
- Asma El Mouden als Saar
- Sophie Höppener als sollicitant Billy
- Joep Vermolen als klusjesman
- Sieger Sloot als klantenservicemedewerker

## Release en ontvangst
De film ging op 23 september 2023 in wereldpremière op het Nederlands Film Festival in de Gouden Kalf-competitie. De film won de Oscar voor beste korte film tijdens de 97ste Oscaruitreiking.

## Prijzen en nominaties
De belangrijkste:
| Jaar | Prijs                 | Categorie        | Genomineerde(n)  | Uitslag  |
| ---- | --------------------- | ---------------- | ---------------- | -------- |
| 2025 | Academy Award (Oscar) | Beste korte film | Beste korte film | Gewonnen |

## Trivia
- In 2022 kwam de korte film I Am Not a Robot van Jason Speir uit met dezelfde themathiek.[3][4][5]